# FRB 121102
FRB 121102 è un lampo radio veloce rilevato dal radiotelescopio di Arecibo il 2 novembre 2012. È stato il primo segnale di questo tipo di cui è stata rilevata una ripetizione nel tempo e il primo ad essere stato localizzato. Ciò è avvenuto tramite osservazioni VLA, e, indipendentemente, grazie all’utilizzo di tecniche interferometriche VLBI. Nel 2017, utilizzando lo strumento GMOS (Gemini Multi-Object Spectrograph) montato sul telescopio Gemini North è stato possibile associare ad FRB121102 una controparte ottica, da cui si pensa che il segnale possa provenire. Questa è stata classificata come una galassia nana a redshift z ~ 0.19 caratterizzata da bassa metallicità e avente un alto rate di formazione stellare.

## Scoperta
Il primo lampo radio veloce, FRB 010724, è stato individuato nel 2007 da dati raccolti nel 2001 presso l'osservatorio di Parkes, con il radiotelescopio di 64 m di diametro. Il radiotelescopio di Parkes è stato, in effetti, il protagonista nella rilevazione degli FRB (dall'inglese fast radio burst), avendone individuati 16 dei 18 noti al 2016.
FRB 121102 è stato acquisito il 2 novembre 2012, alle 06:35:53 UT dal radiotelescopio di Arecibo (305 m di diametro), impegnato nel PALFA Survey del piano galattico. L'impulso è durato 3,0 ± 0,5 millisecondi. Al segnale è stata attribuita una misura della dispersione pari a 557,4 ± 2,0 pc/cm3. Un radiotelescopio, per le sue modalità di funzionamento, non individua un punto specifico del cielo, ma raccoglie le onde radio secondo una certa direttività. Nel caso specifico, il fascio raccolto dal disco di Arecibo era centrato alle coordinate galattiche (l = 174,95°, b = -0,223°), nella costellazione dell'Auriga.
La scoperta è risultata rilevante perché è stata la prima ricezione di un FRB da un radiotelescopio differente da quello di Parkes, che fino ad allora era stato l'unico a rilevarne nell'emisfero celeste australe. FRB 121102, invece, proveniva da una sorgente dell'emisfero celeste boreale. Inoltre, nel 2010 era stata annunciata la scoperta di sedici impulsi radio, rilevati dall'osservatorio di Parkes, che presentavano caratteristiche analoghe a degli FRB, salvo il fatto di essere di chiara origine terrestre. La scoperta dei pèriti (peryton in inglese), come furono chiamati, aveva gettato un'ombra sull'interpretazione extragalattica per i lampi radio veloci. Sebbene il caso di FRB 121102 non risultò conclusivo al riguardo, la misura della dispersione ottenuta per esso, suggeriva un'origine extragalattica come la più probabile.

## Ripetizioni
Osservazioni supplementari condotte attraverso il radiotelescopio di Arecibo nel maggio e nel giugno del 2015 hanno portato nel novembre dello stesso anno ad identificare dieci ripetizioni non periodiche di un lampo radio veloce, che per misura della dispersione e direzione della sorgente erano compatibili con FRB 121102. La scoperta risultò particolarmente rilevante perché fino ad allora non era mai stata rilevata alcuna ripetizione di un FRB. Ciò aveva condotto all'ipotesi che gli FRB fossero generati in fenomeni catastrofici; viceversa, la nuova scoperta suggeriva che la sorgente potesse sopravvivere all'evento che conduceva all'emissione del lampo, sebbene non fosse ancora possibile discriminare tra le varie ipotesi alternative proposte.
Ulteriori osservazioni condotte con il radiotelescopio di Arecibo e il radiotelescopio di Green Bank hanno condotto ad individuare altre 6 ripetizioni, una col primo e cinque col secondo, nei mesi di novembre e dicembre del 2015. Non diede però risultato la ricerca di una controparte ottica, nei raggi X o nell'infrarosso. Per ovviare a ciò, sono state condotte misure interferometriche combinando i dati raccolti dal radiotelescopio di Arecibo e dalla European VLBI Network (EVN). Ciò ha condotto ad identificare una piccola galassia distante oltre 3 miliardi d'anni luce dalla Terra, sede di attività di formazione stellare, come la sede della sorgente dell'impulso radio. La scoperta si è guadagnata la copertina di Nature.
Successivi rilevamenti del segnale sono stati effettuati dal radiotelescopio FAST ad agosto 2019. Il ricevitore, che copre una gamma di frequenza da 1,05-1,45 GHz ha registrato dozzine di ulteriori impulsi.
FAST ha ulteriormente studiato il segnale nel 2021, rilevando più di 1600 eventi nel corso di 47 giorni.  L'aperiodicità degli eventi, con cadenza quindi non ritmica, farebbe supporre che la sorgente possa essere diversa da un oggetto compatto isolato.